# Panna Czinka
Panna Czinka (Gemer, 1711 – Tornaľa, 1772) è stata una violinista ungherese, di etnia Rom.
Nata da una famiglia rom di musicisti e nipote di Mihály Barna (indicato come l'autore della marcia di Rakóczi), la leggenda vuole che Panna Czinka (in slovacco: Panna Cinková), si rivelasse come virtuosa dell'archetto dall'età di nove anni.
Studiò musica a Rožňava e si sposò con un rom musicista-maniscalco.
A quindici anni formò un proprio gruppo con il marito e i cognati e fissò la configurazione tipo dell'orchestra detta "tzigana" che diresse: violino, viola, contrabbasso e cembalo. Si diceva di lei che "il suo archetto riempiva il paese dalla Polonia al Mediterraneo".
Ebbe cinque figli. Morì nel 1772 e fu seppellita a Gemer. Sulla sua tomba venne inciso un epitaffio in latino che la definiva la Saffo gitana.

## Fonti
- La musica rom, su albertomelis.it. URL consultato il 22 maggio 2008 (archiviato dall'url originale il 14 maggio 2007).
- (EN) Rom famosi, su rromaniconnect.org. URL consultato il 22 maggio 2008 (archiviato dall'url originale il 14 marzo 2008).